# 雙紫緣擬花鮨
雙紫緣擬花鮨，又稱雙斑擬花鱸，為輻鰭魚綱鱸形目鱸亞目鮨科的其中一種，分布於西印度洋馬爾地夫至印尼海域，棲息深度35-65公尺，體長可達7公分，生活在珊瑚礁區，成群活動，生活習性不明。

## 擴展閱讀
維基物種上的相關：雙紫緣擬花鮨